# Арбора
Арбора (фр. Arboras) је насеље и општина у јужној Француској у региону Лангдок-Русијон, у департману Еро која припада префектури Лодев.
По подацима из 2011. године у општини је живело 104 становника, а густина насељености је износила 15,45 становника/km². Општина се простире на површини од 6,73 km². Налази се на средњој надморској висини од 204 метара (максималној 702 m, а минималној 137 m).

## Демографија
| 1962. | 1968. | 1975. | 1982. | 1990. | 1999. | 2011. |
| ----- | ----- | ----- | ----- | ----- | ----- | ----- |
| 65    | 69    | 82    | 62    | 69    | 74    | 104   |

График промене броја становника у току последњих година